# Tradescantia crassifolia
Tradescantia crassifolia là một loài thực vật có hoa trong họ Commelinaceae. Loài này được Cav. miêu tả khoa học đầu tiên năm 1791.